# 良薩達峰
良薩達峰，是西班牙的山峰，位於該國東北部加泰羅尼亞，屬於比利牛斯山中莫伊塞羅山脈的一部分，海拔高度2,409米，該山峰建有三角點。